# Smällspirea
Smällspirea (Physocarpus opulifolius) är en rosväxtart som först beskrevs av Carl von Linné, och fick sitt nu gällande namn av Carl Maximowicz. Smällspirea ingår i släktet smällspireor, och familjen rosväxter. Utöver nominatformen finns också underarten P. o. intermedius.

## Bildgalleri

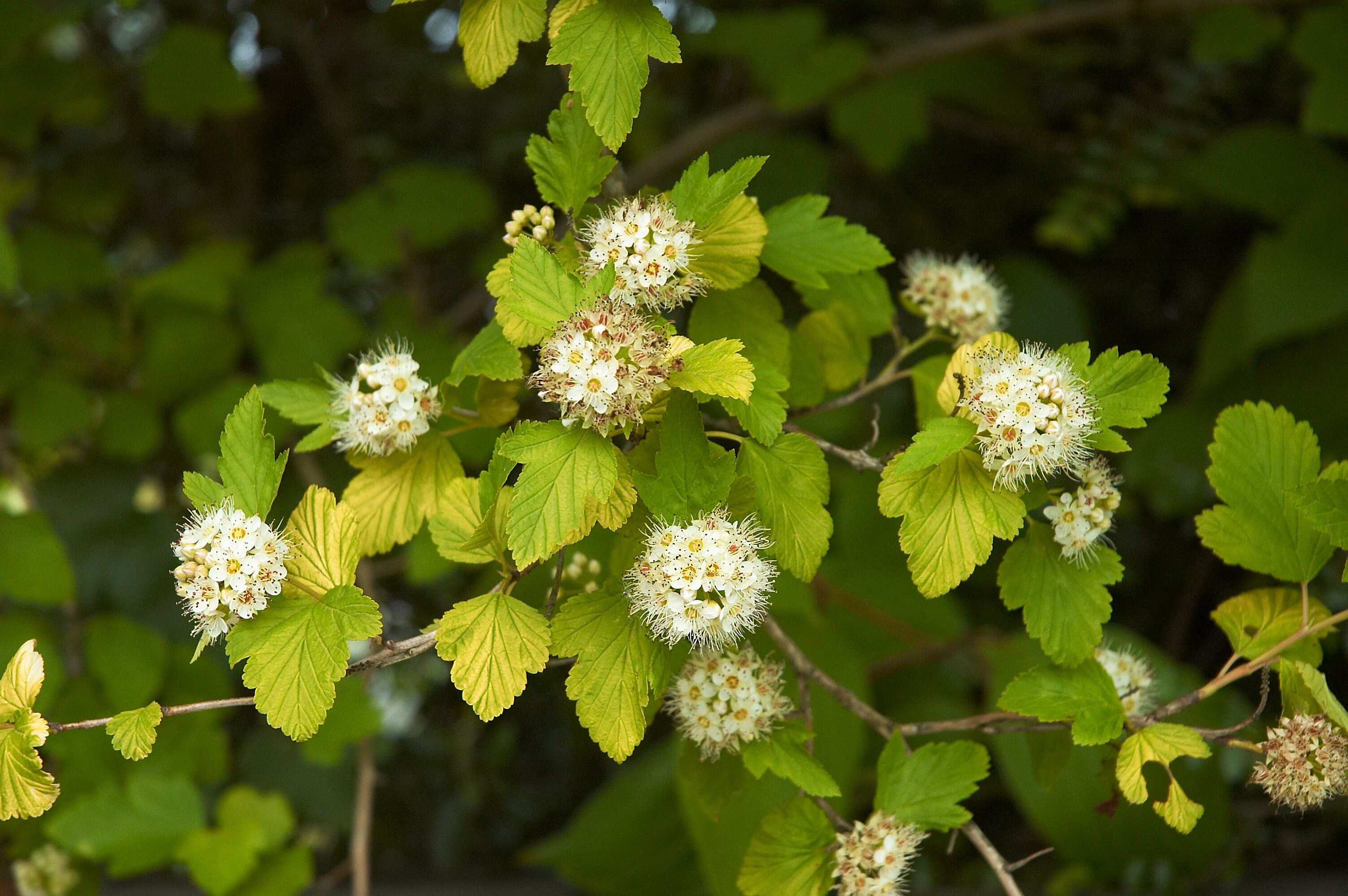
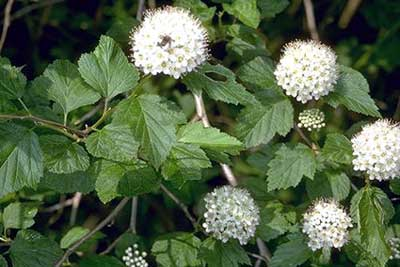
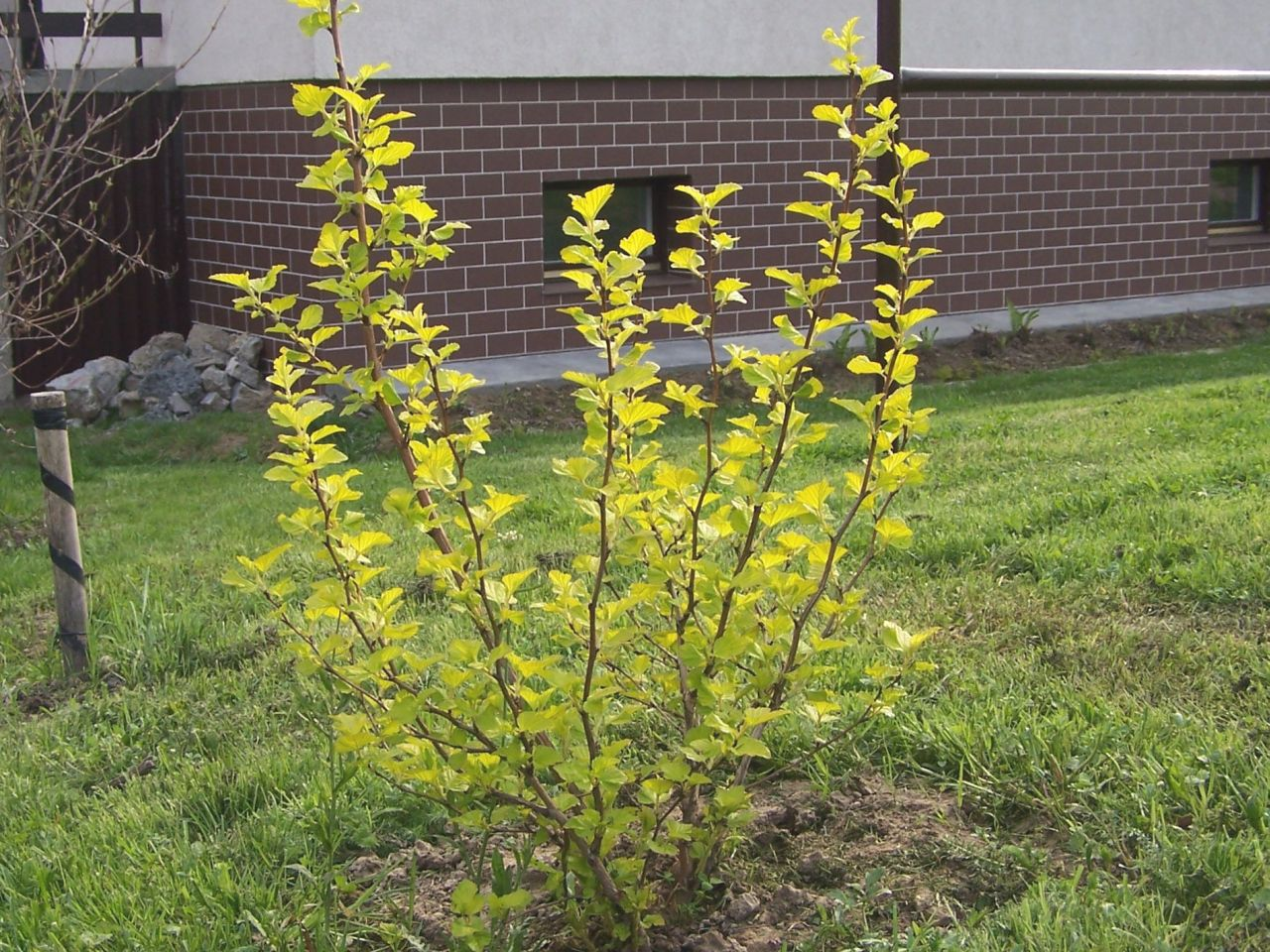
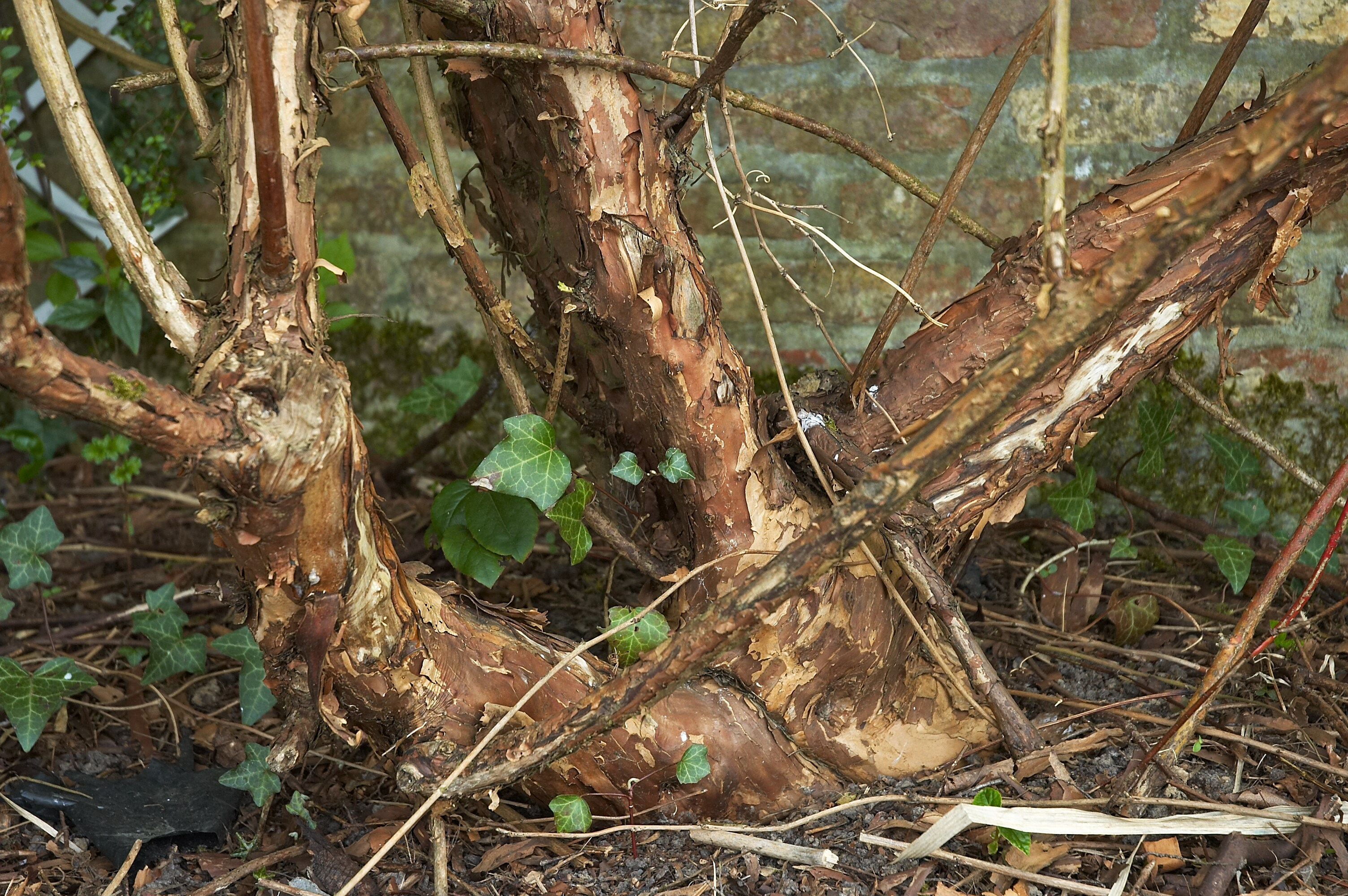
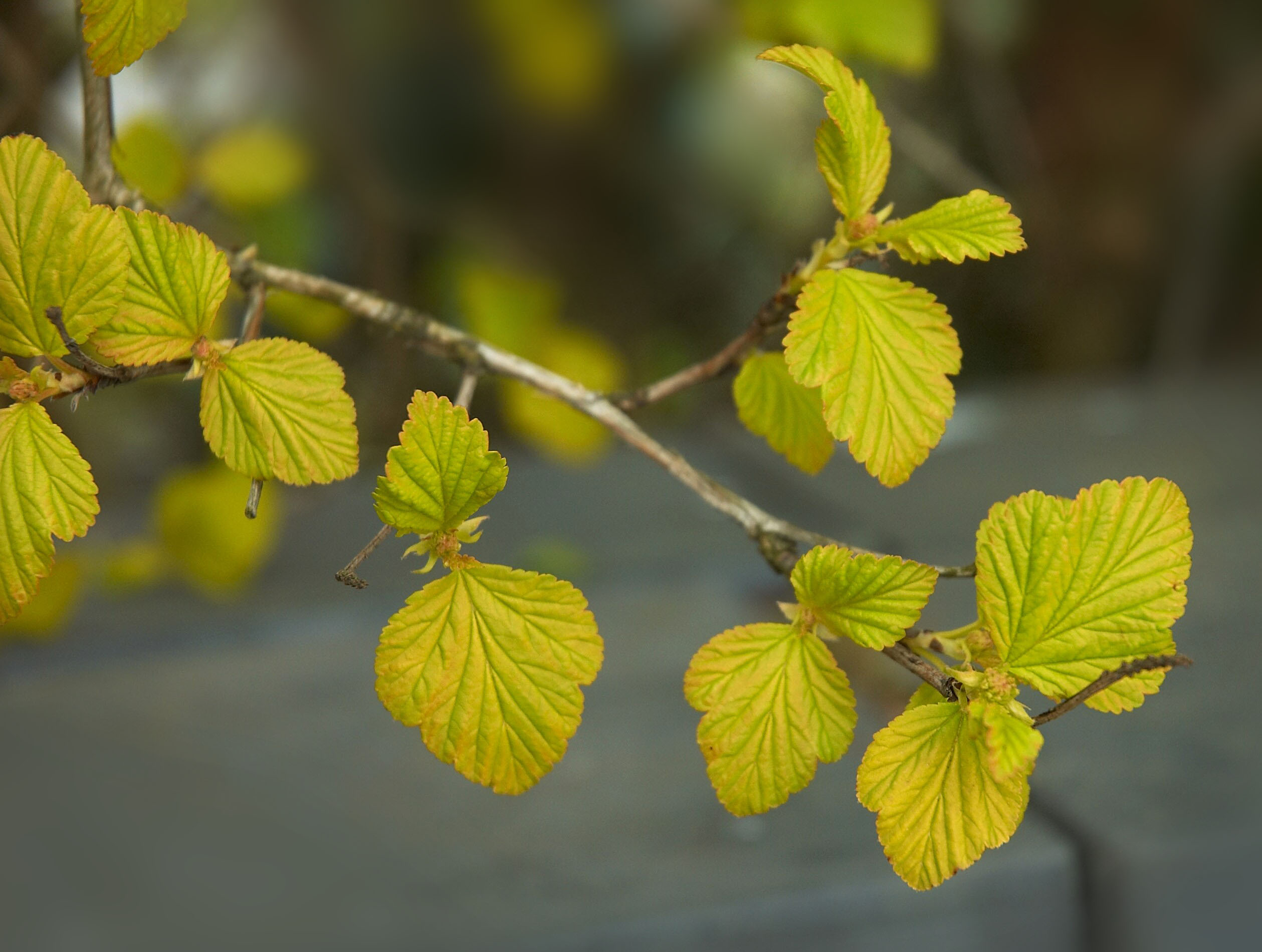
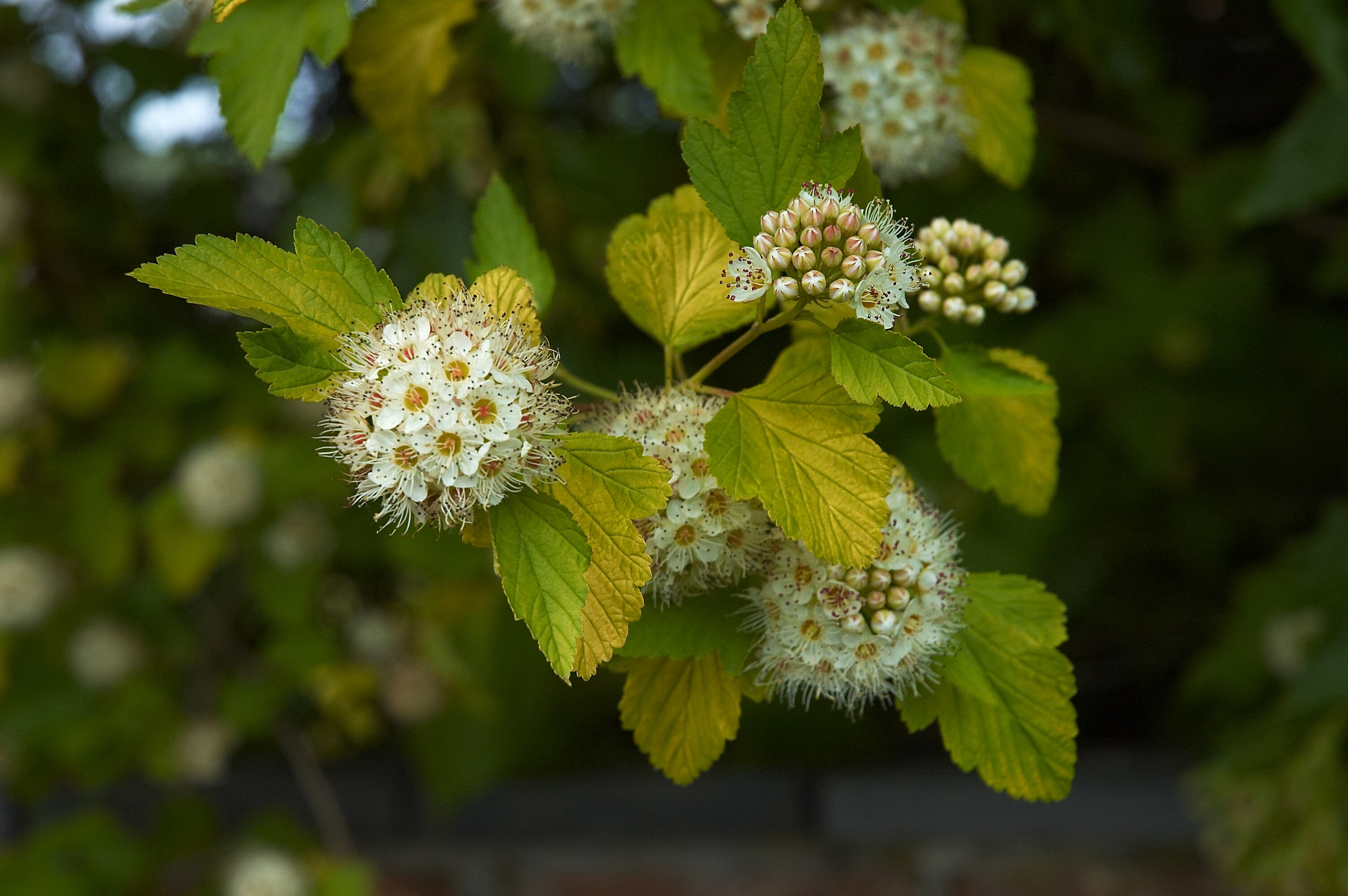